# Exing
Exing ist Gemeindeteil des Marktes Eichendorf und eine Gemarkung im Landkreis Dingolfing-Landau, Niederbayern.

## Lage und Einwohner
Das Pfarrdorf liegt an der Vils und hat rund 210 Einwohner.

## Ehemalige Gemeinde
Bis 1972 war Exing eine selbständige Gemeinde, zu der noch weitere Ortsteile gehörten. Neben dem Pfarrdorf Exing waren das die Kirchdörfer Lappersdorf und Rannersdorf, der Weiler Reisach, sowie die Einödhöfe Silberberg und Thomasbach. Lappersdorf und Reisach gehörten in der Vorkriegszeit noch nicht zur Gemeinde Exing, sondern zur Nachbargemeinde Kammern.
Thomasbach ist abgesiedelt, zuletzt wurden anlässlich der Volkszählung 1961 sechs Einwohner in einem Gebäude nachgewiesen. Heute zeugt nur noch die kleine Kirche St. Vitus von der ehemaligen Ortschaft. Ein größerer Friedhof sowie archäologische Spuren etlicher hölzerner Wohnhäuser zeugen von einem ehemals wesentlich größeren Ort, ebenso wie die Entdeckung der Umfassungsmauer eines riesigen Gehöftes aus dem 14. oder 15. Jahrhundert, das ein Kloster gewesen sein könnte.

## Gemarkung
Auf der Gemarkung Exing, annähernd entsprechend dem 993,90 Hektar großen früheren Gemeindegebiet von Exing, lebten zum Stichtag 25. Mai 1987 490 Einwohner der Gemeinde Eichendorf.
| Schlüssel | Gemeindeteil | Topographische Bezeichnung 1) | Bev. 25.05.1987 |
| 024       | Exing        | Pfarrdorf                     | 206             |
| 066       | Lappersdorf  | Kirchdorf                     | 153             |
| 085       | Rannersdorf  | Kirchdorf                     | 105             |
| 087       | Reisach      | Weiler                        | 14              |
| 099       | Silbersberg  | Einöde                        | 11              |
| 107       | Thomasbach   | Einöde                        | -               |
|           |              | Gemarkung Exing               | 490             |

1) Die topographische Bezeichnung als Dorf oder Weiler wird in Bayern gemäß der Entschließung des Bayerischen Staatsministeriums des Innern vom 18. Oktober 1950 (Nr. I B1 – 68a 1) vorgenommen: Grundsätzlich jede Ansiedlung mit 10 oder mehr Wohngebäuden, die keine Stadt ist, gilt als Dorf. Bei drei bis neun Wohngebäuden wird die Bezeichnung Weiler verwendet, bei ein oder zwei Wohngebäuden Einöde. Die Feststellung wird jedoch nur anlässlich einer Volkszählung bzw. einer Gebäude- und Wohnungszählung (Vollerhebung) getroffen.

## Pfarrei
Exing war ursprünglich eine Filiale von Kammern. 1873 wird Exing Expositur, 1921 Pfarrei und von 1969 an gehört der Ort zum Pfarrverband Aufhausen. Die Pfarrei Exing gehört zum Dekanat Pfarrkirchen.

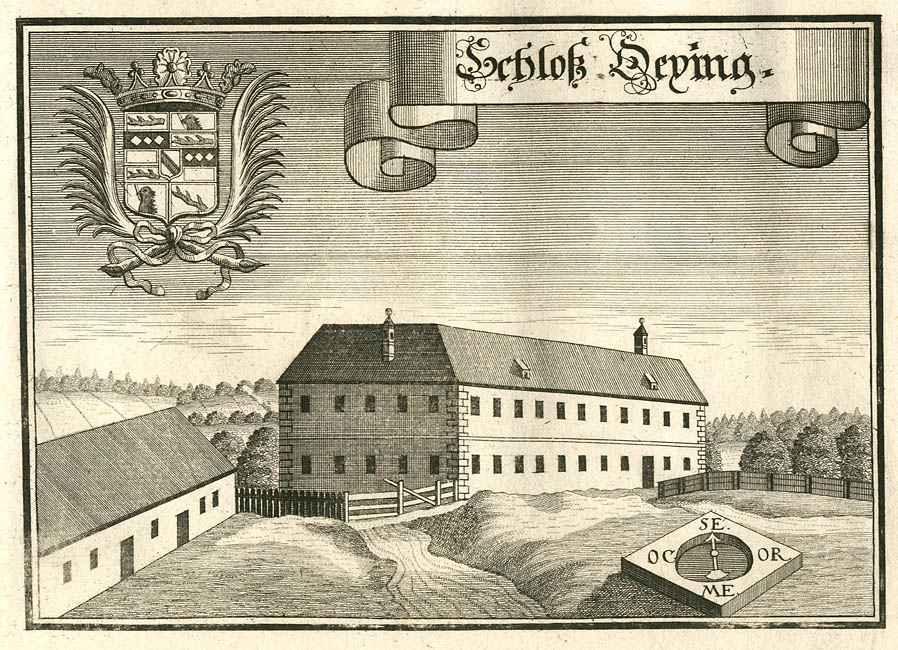
Schloß Oexing, Kupferstich

## Bauwerke
Die Pfarrkirche St. Wolfgang ist die kleinste Pfarrkirche des Bistums Passau. Der kleine spätgotische Bau des 15. Jahrhunderts wurde 1875 nach Westen verlängert, mit einer Vorhalle und einem Dachreiter versehen. Dabei wurde der Eingang von der Süd- an die Westseite verlegt.
Das Schloss wurde im Dreißigjährigen Krieg zerstört und danach wieder aufgebaut. Das schlichte Aussehen dieses Barockbaus ist durch den Kupferstich von Michael Wening überliefert. Im 19. Jahrhundert wurde das Schloss abgerissen.

## Exinger
Im Mai 2024 wurde in der Nähe von Exing ein männliches Skelett aus der Jungsteinzeit gefunden, das mit einer Datierung von 6800 Jahren vor heute rund 1500 Jahre älter ist als die Mumie von Ötzi. Das Skelett erhielt in den Medien den Namen „Exinger“.